# Municipio de Huauchinango
El municipio de Huauchinango es uno de los 217 municipios que conforman al estado mexicano de Puebla. Su cabecera es la ciudad de Huauchinango.

## Geografía

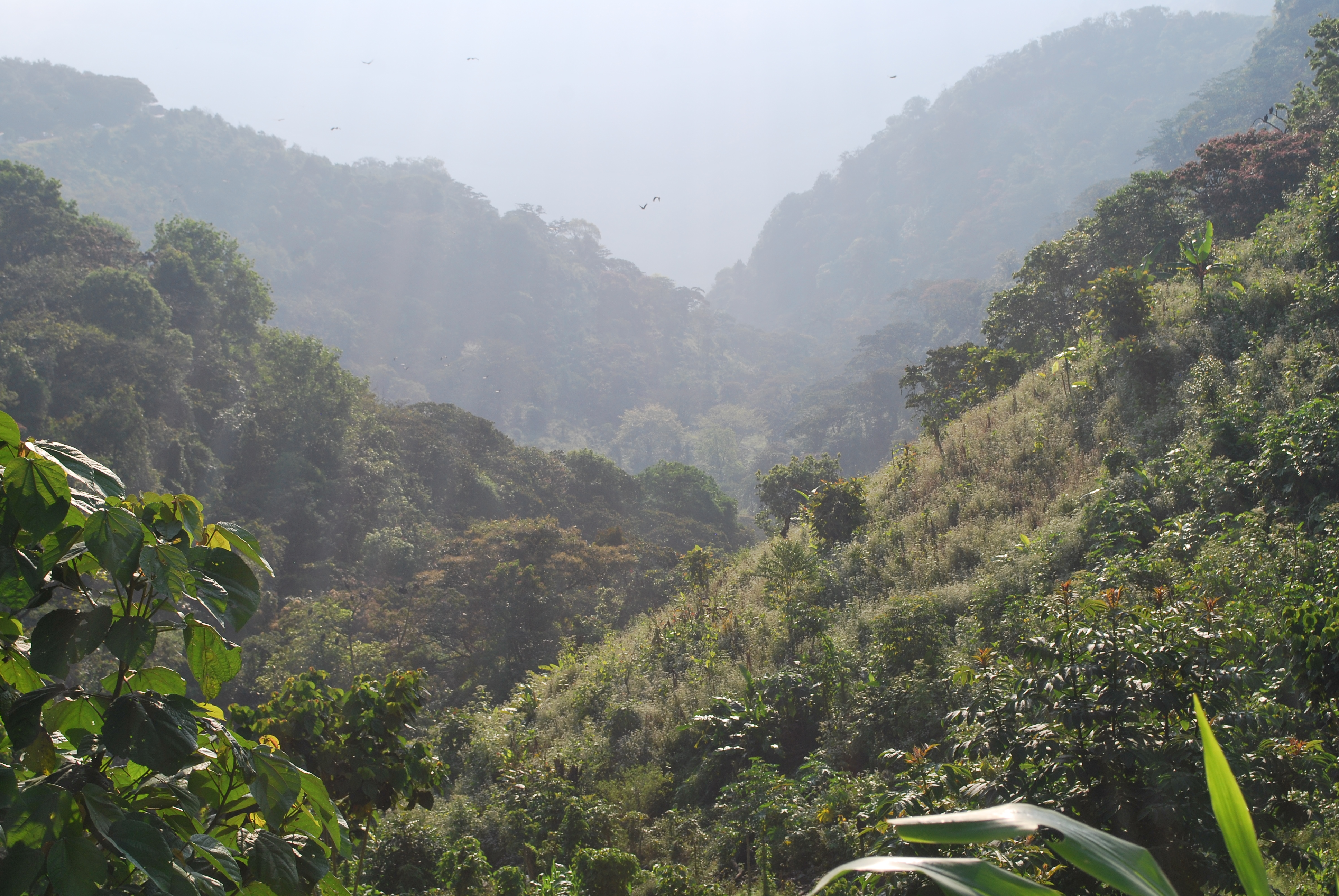
Enterno natural del municipio de Huauchinango.

El municipio de Huauchinango se encuentra ubicado en la Sierra Norte de Puebla al noroeste del territorio estatal. Tiene una extensión territorial total de 251.0 kilómetros cuadrados que equivalen al 0.7% de la superficie estatal.
Sus coordenadas geográficas extremas son 20°3′ - 20°18′ de latitud norte y 97°57′ - 98°9′ de longitud oeste, la altitud de su territorio fluctúa entre un máximo de 2 700 y un mínimo de 600 metros sobre el nivel del mar.
El territorio municipal limita al noroeste con el municipio de Naupan, al norte con el municipio de Tlacuilotepec y el noreste con el municipio de Xicotepec, el municipio de Juan Galindo y el municipio de Zihuateutla; al este limita con el municipio de Tlaola y al sureste con el municipio de Chiconcuautla; al sur el territorio limita con el municipio de Zacatlán y al suroeste con el municipio de Ahuazotepec. Al oeste el municipio limita con el estado de Hidalgo, en particular con el municipio de Acaxochitlán.

## Demografía
De acuerdo al Censo de Población Vivienda realizado en 2020 por el Instituto Nacional de Estadística y Geografía; el municipio posee una población de 103 946 habitantes, de los que 55 128 mujeres y 48 818 son hombres.

### Lenguas
Las lenguas indígenas más habladas son: 
- Náhuatl (24,595 habitantes),
- Totonaco (606 habitantes) y
- Otomí (44 habitantes).

### Localidades
El municipio tiene un total de 77 localidades. Las principales localidades y su población en 2020 son las siguientes:
| Localidad               | Población |
| Total Municipio         | 103 946   |
| Huauchinango            | 58 957    |
| Tenango de las Flores   | 7 702     |
| Las Colonias de Hidalgo | 3 112     |
| Cuacuila                | 2 988     |
| Xaltepec                | 2 645     |
| Papatlazolco            | 2 276     |
| Cuautitla               | 1 963     |
| Tlacomulco              | 1 869     |
| Huilacapixtla           | 1 769     |
| Venta Grande            | 1 763     |
| Ahuacatlán              | 1 748     |
| Xilocuautla             | 1 372     |
| Teopancingo             | 1 074     |
| Patoltecoya             | 914       |

## Política

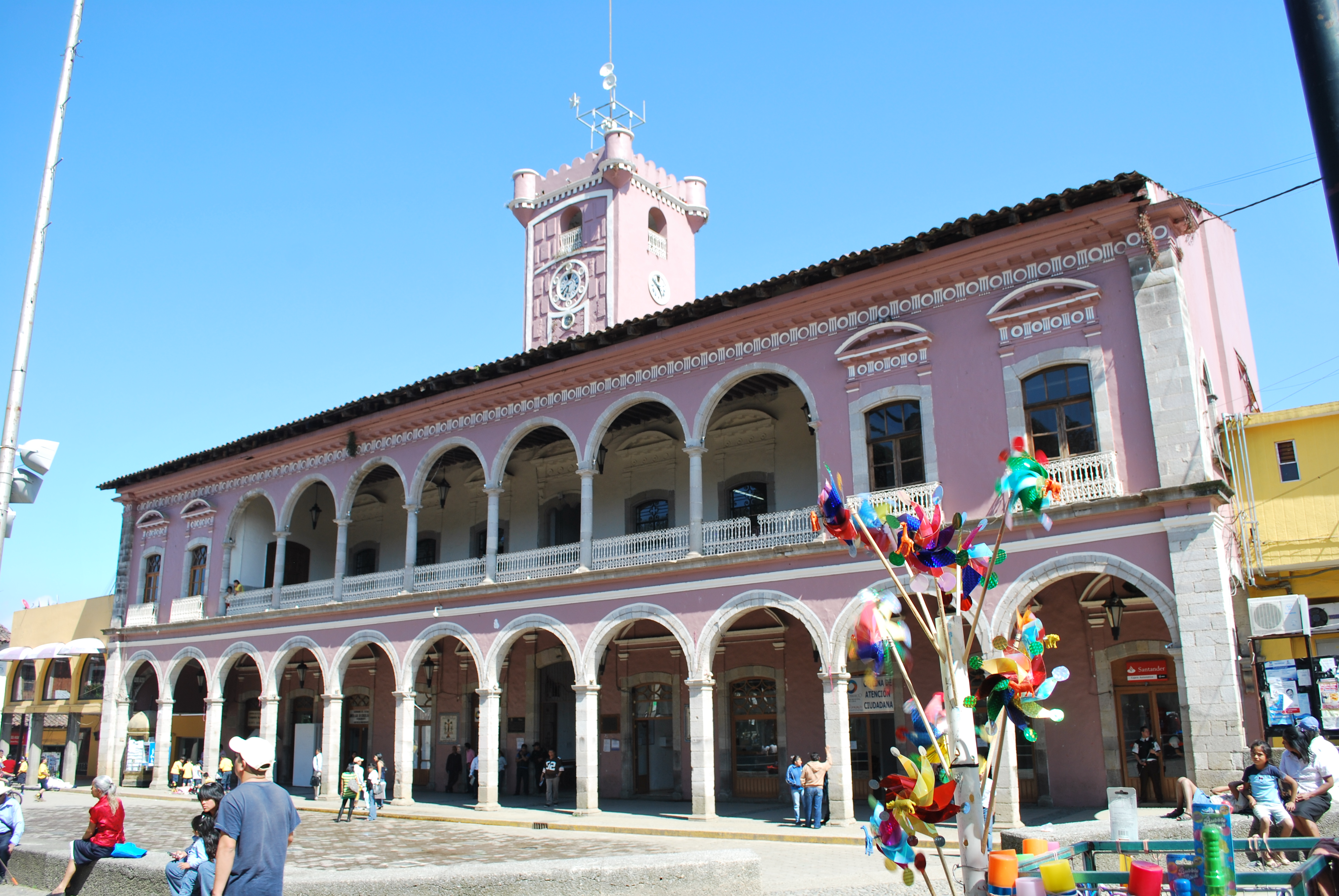
Palacio municipal de Huauchinango.

El gobierno del municipio le corresponde a su ayuntamiento, que es electo por voto popular, univarsal, directo y secreto para un periodo de tres años que pueden ser renovables de forma inmediata. El ayuntamiento está conformado por el presidente municipal, un síndico y el cabildo integrado por un total de diez regidores.

### Subdivisión política
Para su régimen interior, el municipio de Huauchinango se encuentra dividido en 26 juntas auxiliares. Los integrantes de las mismas son electos para un periodo de tres años mediante plebiscito, y están conformadas por un presidente municipal auxiliar y cuatro regidores. Las juntas auxiliares del municipio son: 
| - Ahuacatlán - Alseseca - Ayohuixcuautla - Cuacuila - Cuahueyatla - Cuautlita - Cuauxinca - Cuaxicala - Huilacapixtla - Las Colonias de Hidalgo - Matlaluca - Mixuca - Nopala | - Ozomatlán - Papatlatla - Papatlazolco - Patoltecoya - San Miguel Acuautla - Tenango de las Flores - Tenohuatlán - Tepetzintla - Totolapa - Venta Grande - Xaltepec - Xilocuautla - Xonapanapa |

### Representación legislativa
Para la elección de diputados locales al Congreso de Puebla y de diputados federales a la Cámara de Diputados federal, el municipio de Huauchinango se encuentra integrado en los siguientes distritos electorales:
Local:
- Distrito electoral local de 2 de Puebla con cabecera en Huauchinango.[5]

Federal:
- Distrito electoral federal 1 de Puebla con cabecera en la ciudad de Huauchinango.[6]

### Presidentes municipales
- (1987 - 1990): Enoé González Cabrera
- (1990 - 1993): María del Pilar Jiménez Morales
- (1993 - 1996): Raúl Cazares García
- (1996 - 1999): Luis Pascual Carranza Lechuga
- (1999 - 2001): Salvador Morgado Hernández
- (2001 - 2005): Carlos Miguel Ignacio López
- (2005 - 2008): Carlos Martínez Amador
- (2008 - 2011): Rogelio López Angulo
- (2011 - 2014): Omar Martínez Amador
- (2014 - 2018): Gabriel Alvarado Lorenzo
- (2018 - 2021): Gustavo Adolfo Vargas Cabrera
- (2021 - ): Rogelio López Angulo [7]